# Lo nuestro vale más
«Lo nuestro vale más» es una canción interpretada por el dúo mexicano Jesse & Joy. Fue lanzada por la compañía discográfica Warner Music México como el cuarto sencillo oficial del disco Aire.

## Vídeo musical

### Filmación
El vídeo fue grabado bajo la dirección de Kacho López y publicado en el canal del dúo en YouTube el mismo día de lanzamiento el 14 de febrero.

## Lista de canciones

### Descarga digital[6]
| Lo nuestro vale más — Single |                       |          |  |
| N.º                          | Título                | Duración |  |
| 1.                           | «Lo nuestro vale más» | 3:27     |  |

## Listas musicales
| País           | Chart     | Lista                  | Mejor posición |
| 2020           | 2020      | 2020                   | 2020           |
| -------------- | --------- | ---------------------- | -------------- |
| Estados Unidos | Billboard | Hot Latin Songs        | 44             |
| Estados Unidos | Billboard | Latin Airplay          | 38             |
| Estados Unidos | Billboard | Latin Pop Airplay      | 20             |
| México         | Billboard | Mexico Airplay         | 5              |
| México         | Billboard | Mexico Espanol Airplay | 1              |

## Historial de lanzamiento
| Región | Fecha              | Formato                     | Discográfica              | Ref.   |
| ------ | ------------------ | --------------------------- | ------------------------- | ------ |
| México | 8 de julio de 2016 | Descarga digital, Streaming | Warner Music S.A. de C.V. | [ 12 ] |